# Tangara nigroviridis
A Tangara nigroviridis  a madarak osztályának verébalakúak (Passeriformes) rendjébe és a tangarafélék (Thraupidae) családjába tartozó  faj.

## Rendszerezése
A fajt René Primevère Lesson francia ornitológus írta le 1832-ben, a Tanagra nembe Tanagra nigroviridis néven.

## Alfajai
- Tangara nigroviridis berlepschi (Taczanowski, 1884)
- Tangara nigroviridis cyanescens (P. L. Sclater, 1857)
- Tangara nigroviridis lozanoana Aveledo & Perez, 1994
- Tangara nigroviridis nigroviridis (Lafresnaye, 1843)[2]

## Előfordulása
Dél-Amerikában, az Andokban, Bolívia, Kolumbia, Ecuador, Peru és Venezuela területén honos.
Természetes élőhelyei a szubtrópusi és trópusi hegyi esőerdők. Állandó, nem vonuló faj.

## Megjelenése
Testhossza 12 centiméter.
|  |

## Életmódja
Bogyókkal és gyümölcsökkel táplálkozik.

## Természetvédelmi helyzete
Az elterjedési területe rendkívül nagy, egyedszáma pedig stabil. A Természetvédelmi Világszövetség Vörös listáján nem fenyegetett fajként szerepel.